# Garypus viridans
Garypus viridans är en spindeldjursart som beskrevs av Banks 1909. Garypus viridans ingår i släktet Garypus och familjen gammelekklokrypare. Inga underarter finns listade i Catalogue of Life.